# Прогноза за времето
Прогнозата за времето е приложение на науката и технологията за прогнозиране на състоянието на атмосферата за бъдеще време на дадено място или регион. Изготвя се на базата на различни атмосферни измервания и данни за текущото състояние на атмосферата и използването на научното знание за атмосферните процеси, правени от метеоролози и синоптици.
Има за цел да представя на обществото възможно най-точна информация за времето в най-близко бъдеще. Те са от голямо значение за авиацията, селското стопанство, спорта и други области. Съвременните метеорологични прогнози подпомагат навременни евакуации и са с потенциал да спасяват човешки животи и материални щети. Прогнозиране на времето на база температура и валежи е много важно за селското стопанство и следователно за търговците на суровини в рамките на фондовите пазари. Всеки ден в своето ежедневие хората следят прогнозата за времето за да определят какво облекло ще носят.
Според периода на предвиждане, прогнозите за времето биват:
- свръхкраткосрочни (от 5 мин. до 3 часа),
- краткосрочни (до 36 часа),
- средносрочни (до седмица напред)
- дългосрочни (за следващ месец или сезон).

Прогнозите за времето включват метеорологично явление през деня (облачност, вид и интензитет на валеж), максимална и минимална температура за деня, вятър – неговата посока и сила, промяна на налягането, влажност на въздуха и видимост.

## История на прогнозите
Хората се опитват да предсказват времето в продължение на хилядолетия. Още през 650 г. пр.н.е. във Вавилон се опиват да предсказват времето по облаците и с помощта на астрология. Древните методи за прогнозиране на времето обикновено разчитат на наблюдаваните модели на събития, наричани също разпознаване на образи. Например, може да се отбележи, че ако залеза е особено червен, на следващия ден времето ще е хубаво. Първите телевизионни прогнози за времето, включително и използването на метеорологични карти, експериментално са били излъчвани от Би Би Си през 1936 г.
В България през 1922 г. е създадена така наречената „Служба за времето“ към тогавашната Дирекция по въздухоплаването, която впоследствие преминава към министерството на отбраната. Поради тогавашните методи за синоптичен анализ, ниската гъстотата и точност на измерванията, както и липсата на адекватна изчислителна техника е съществувала голяма несбъдваемост на прогнозите.
През 1956 г. е създаден отдел „Прогнози“ към ИХМ (Институт по Хидрология и Метеорология), с което е поставено началото на съвременната синоптична служба в България. В рамките на различни структури и ведомства (УХМ, ХМС, НИМХ-БАН), отделът понастоящем „Сектор метеорологични прогнози към НИМХ“ не е спирал да издава ежедневно 24 часови и седмични, както и месечни прогнози за времето в България.

## Методи за прогнозиране
Прогноза за времето се прави чрез събиране на количествени данни за текущото състояние на атмосферата и използване на научното разбиране за атмосферните процеси, за да се предвиди как ще се развива атмосферата.